# 정진욱 (1964년)
정진욱(丁秦旭, 1964년 10월 20일~)은 대한민국의 정치인이다. 제22대 국회의원이다.
2011년 시민통합당에 입당하면서 정계에 입문했다. 2012년 제19대 국회의원 선거를 앞두고 민주통합당 소속으로 안양시 동안구 을 선거구에 출마를 선언했으나 경선에서 패배했다.
더불어민주당 이재명 대표 체제가 출범한 이후 당대표 정무특보를 지냈다. 제22대 국회의원 선거를 앞두고 광주 동구·남구 갑 선거구에 출마를 선언했다. 경선에서 현역 국회의원인 윤영덕을 제치고 공천을 받았으며 본 투표에서도 88.69%의 득표율을 기록하면서 당선되었다.

## 학력
- 영광군남국민학교(졸업)
- 영광군남중학교(졸업)
- 금호고등학교(졸업)
- 서울대학교 사회과학대학(정치학 학사)

## 경력
- 한국경제신문 기자
- (주) 우리기술 신규사업담당 이사
- 모닝365 대표이사
- 교보문고 인터넷사업본부 본부장
- 교보문고 상무
- 서남해안포럼 대변인
- 한국경제TV 객원앵커
- (사) 인재육성아카데미 교수
- (사) 인재육성아카데미 법인이사
- (주) 엑셈 사외이사
- 알라딘 커뮤니케이션 사외이사
- 혁신과 통합 경기중부지부 공동대표
- 2012년: 대한민국 제19대 국회의원 선거 경기 안양시 동안구 을 민주통합당 국회의원 예비후보
- 2014년~2015년: 새정치민주연합 정책위원회 부의장
- 광주광역시 혁신도시 정책자문관
- 2014년 5월: 제6회 전국동시지방선거 새정치민주연합 윤장현 광주광역시장 후보 대변인
- 새정치민주연합 정책위원회 부의장
- 서울대학교 정치외교학부 총동창회 회장
- 2016년: 국민의당 창당발기인
- 2016년: 대한민국 제20대 국회의원 선거 광주 동구·남구 갑 국민의당 국회의원 예비후보
- 2016년: 국민의당 정치혁신특별위원회 위원
- 2017년 4월~2017년 5월: 제19대 대통령 선거 국민의당 안철수 대통령 후보 광주광역시 공동선거대책위원회 위원장
- 2018년~2019년: 대통령직속 국가균형발전위원회 국민소통특위 위원
- 광주광역시 남구노인복지관 운영위원
- 2022년 2월~2022년 3월: 제20대 대통령 선거 더불어민주당 이재명 대통령 후보 대한민국대전환 선거대책위원회 대변인
- 2022년 5월: 2022년 6월 재보궐선거 인천 계양구 을 이재명 국회의원 후보 대변인
- 2022년 7월~2022년 8월: 제5차정기전국대의원대회 이재명 당대표후보 대변인
- 광주광역시 산악연맹 부회장
- 서울대학교 정치외교학부 총동창회 부회장
- 2022년 8월~: 민주연구원 부원장
- 2023년 7월~2024년 5월: 더불어민주당 이재명 당대표 정무특별보좌역
- 2024년 4월 10일: 대한민국 제22대 국회의원 선거 당선(광주 동구·남구 갑, 더불어민주당, 초선)
- 2024년 5월~2025년 6월: 더불어민주당 박찬대 원내대표 비서실장
- 2024년 5월~: 더불어민주당 광주광역시당 동구·남구 갑 지역위원회 위원장

### 의정 활동
- 2024년 5월 30일~: 제22대 국회의원(광주 동구·남구 갑, 더불어민주당, 초선)
  - 2024년 6월~: 제22대 국회 전반기 산업통상자원중소벤처기업위원회 위원
  - 2024년 6월~2025년 7월: 제22대 국회 전반기 국회운영위원회 위원
  - 2025년 6월~: 제22대 국회 전반기 예산결산특별위원회 위원

## 역대 선거 결과
| 실시년도 | 선거   | 대수 | 직책     | 선거구            | 정당         | 득표수   | 득표율          | 순위 | 당락 | 비고 |
| -------- | ------ | ---- | -------- | ----------------- | ------------ | -------- | --------------- | ---- | ---- | ---- |
| 2024년   | 총선   | 22대 | 국회의원 | 광주 동구·남구 갑 | 더불어민주당 | 82,883표 | \| \| 88.69% \| | 1위  |      | 초선 |
|          | 88.69% |      |          |                   |              |          |                 |      |      |      |

## 소속 정당
| 소속 정당 | 소속 정당      | 소속 기간 | 비고           |
| --------- | -------------- | --------- | -------------- |
|           | 시민통합당     | 2011      | 창당 정계 입문 |
|           | 민주통합당     | 2011~2013 | 합당           |
|           | 민주당         | 2013~2014 | 당명 변경      |
|           | 무소속         | 2014      | 탈당           |
|           | 새정치연합     | 2014      | 창당준비위원회 |
|           | 새정치민주연합 | 2014~2015 | 창당           |
|           | 더불어민주당   | 2015~2016 | 당명 변경      |
|           | 무소속         | 2016      | 탈당           |
|           | 국민의당       | 2016~2018 | 창당           |
|           | 무소속         | 2018      | 탈당           |
|           | 더불어민주당   | 2018~현재 | 복당           |

## 같이 보기
- 광주 동구의 국회의원
- 광주 남구의 국회의원
- 동구·남구 갑